# مدية برديش
مَدْيَة بَرَدِيش (بالهندستانية: ؛ والنسبة إليها مَدَوِيّ) ولاية في وسط الهند عاصمتها مدينة بوبال وأكبر مدنها مدينة إندور من مدنها الرئيسة الأخرى قاليور وجبلبور وأُجَّين وديواس وساجار وريوا. مدية برديش هي ثاني أكبر ولاية هندية من حيث المساحة وخامس أكبر ولاية من حيث عدد السكان بتعداد سكاني يبلغ 72 مليون نسمة. تحدها ولايات أتر برديش من الشمال الشرق وتشاتيسغار من الشرق ومهاراشترة من الجنوب وكجرات من الغرب وراجستان من الشمال الغربي.
اقتصاد مدية برديش هو عاشر أكبر اقتصاد في الهند حيث يبلغ الناتج المحلي الإجمالي للولاية 9.17 تريليون روبية هندية (110 مليار دولار أمريكي) وتحتل المرتبة 26 من حيث نصيب الفرد من الناتج المحلي الإجمالي بإجمالي 109,372 روبية هندية. تحتل الولاية المرتبة 23 بين الولايات الهندية حسب مؤشر التنمية البشرية. ولاية مدية برديش غنية بالموارد المعدنية ففيها أكبر احتياطي من الماس والنحاس في الهند. تشكل الغابات 25.14% من مساحة الولاية. شهدت صناعة السياحة في الولاية نمو كبير فتصدرت الولاية جوائز السياحة الوطنية في 2010-2011. كان نمو الناتج المحلي الإجمالي للولاية في السنوات الأخيرة أعلى من المعدل الوطني الهندية. بلغ معدل النمو في الفترة 2019-2020 في الخطة العامة للتخطيط التنموي للولاية 9.07.

## التاريخ

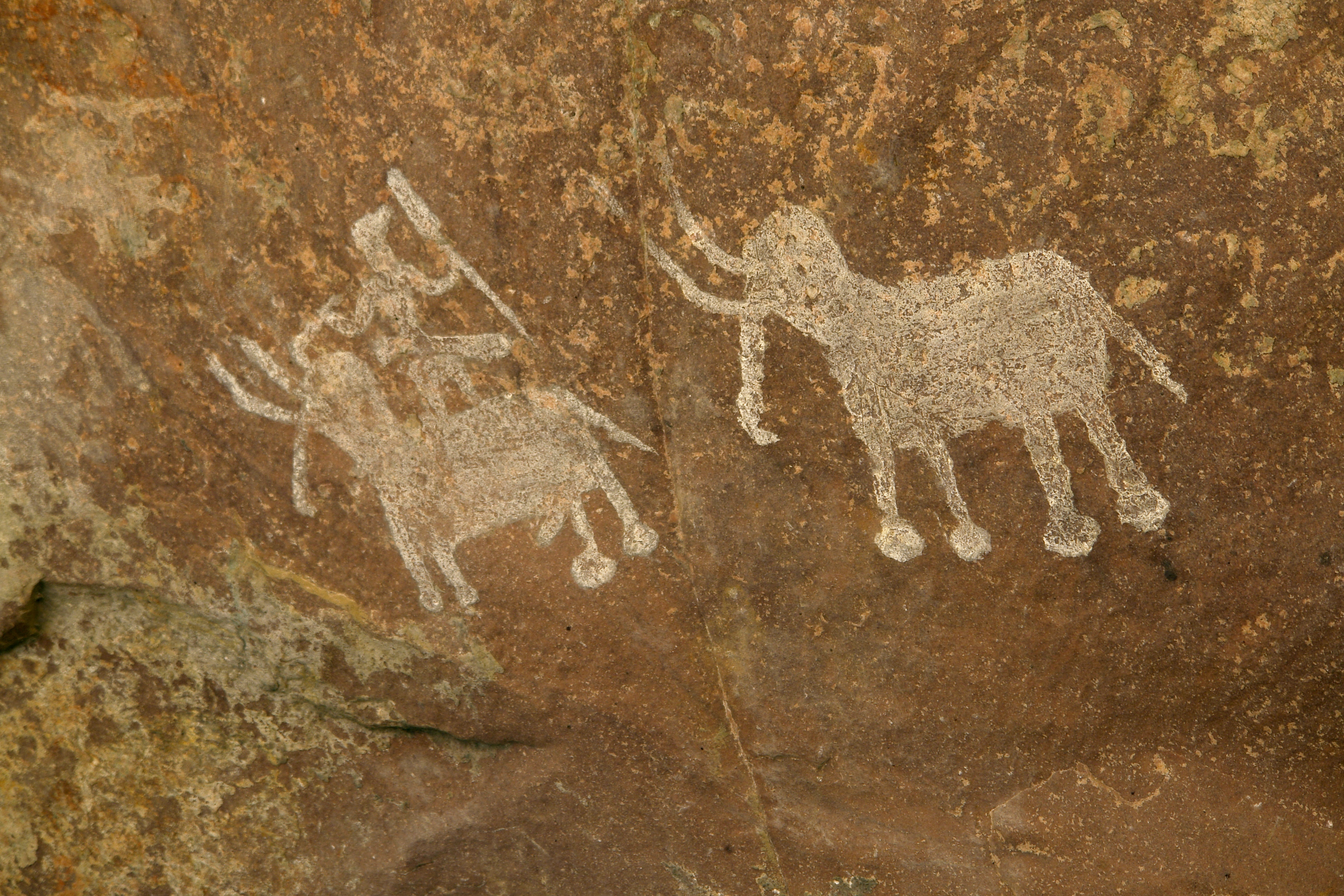
ملاجئ بيمبتكا الصخرية أحد مواقع التراث العالمي بالولاية.

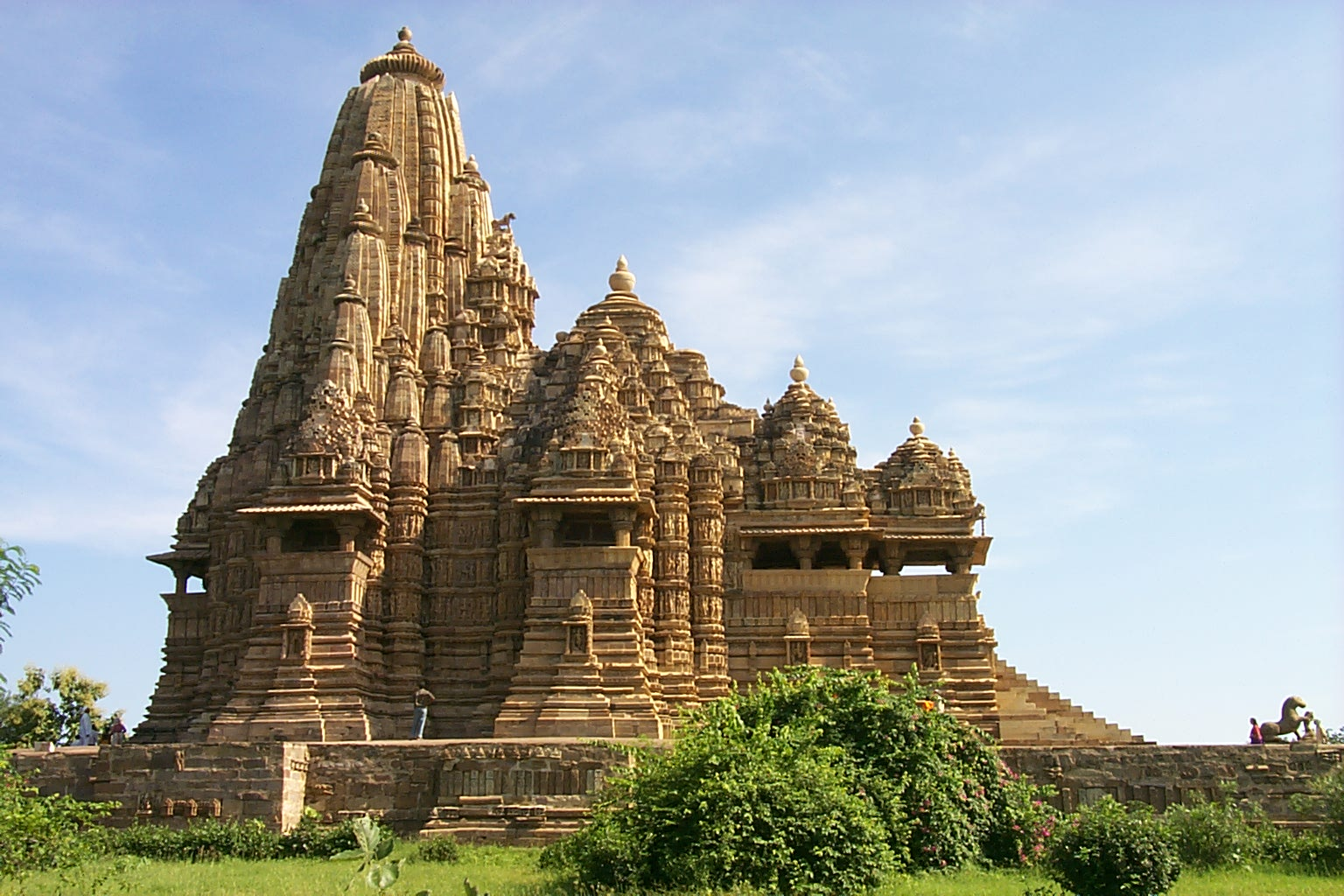
معبد كاندريا ماهاديفا في خاجوراهو.

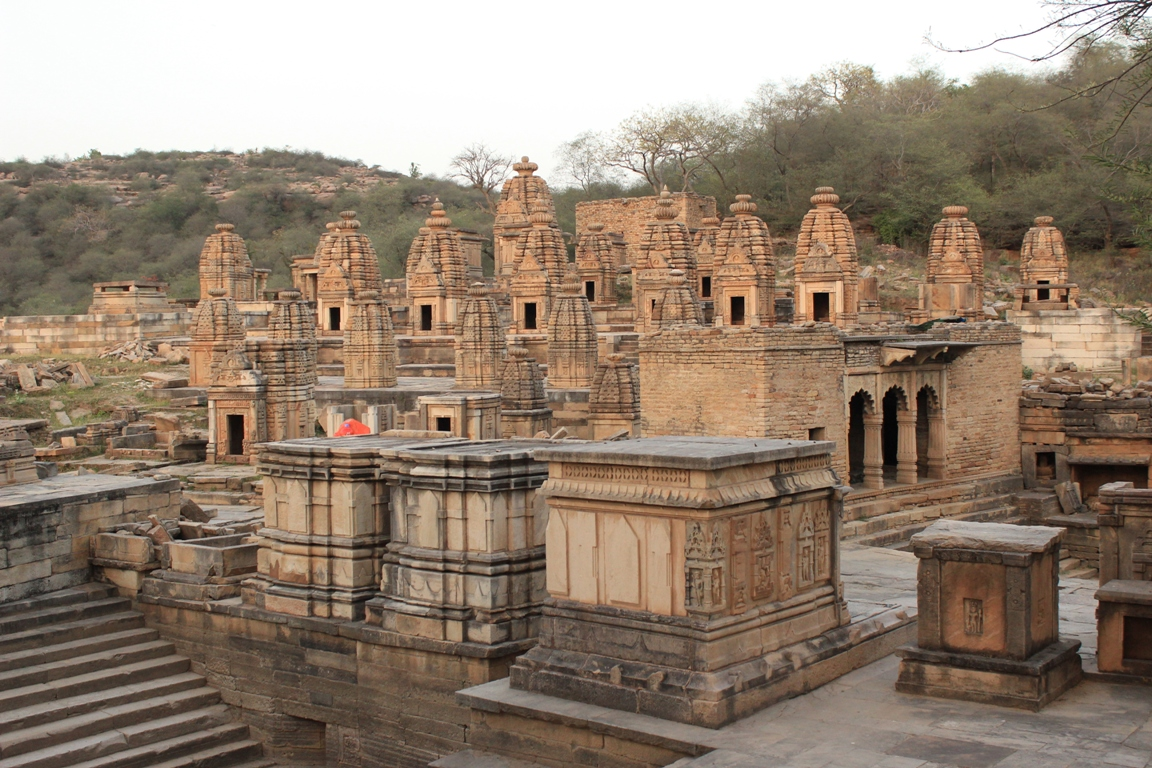
مجمع معبد باتشوار، بادافلي، مورينا.

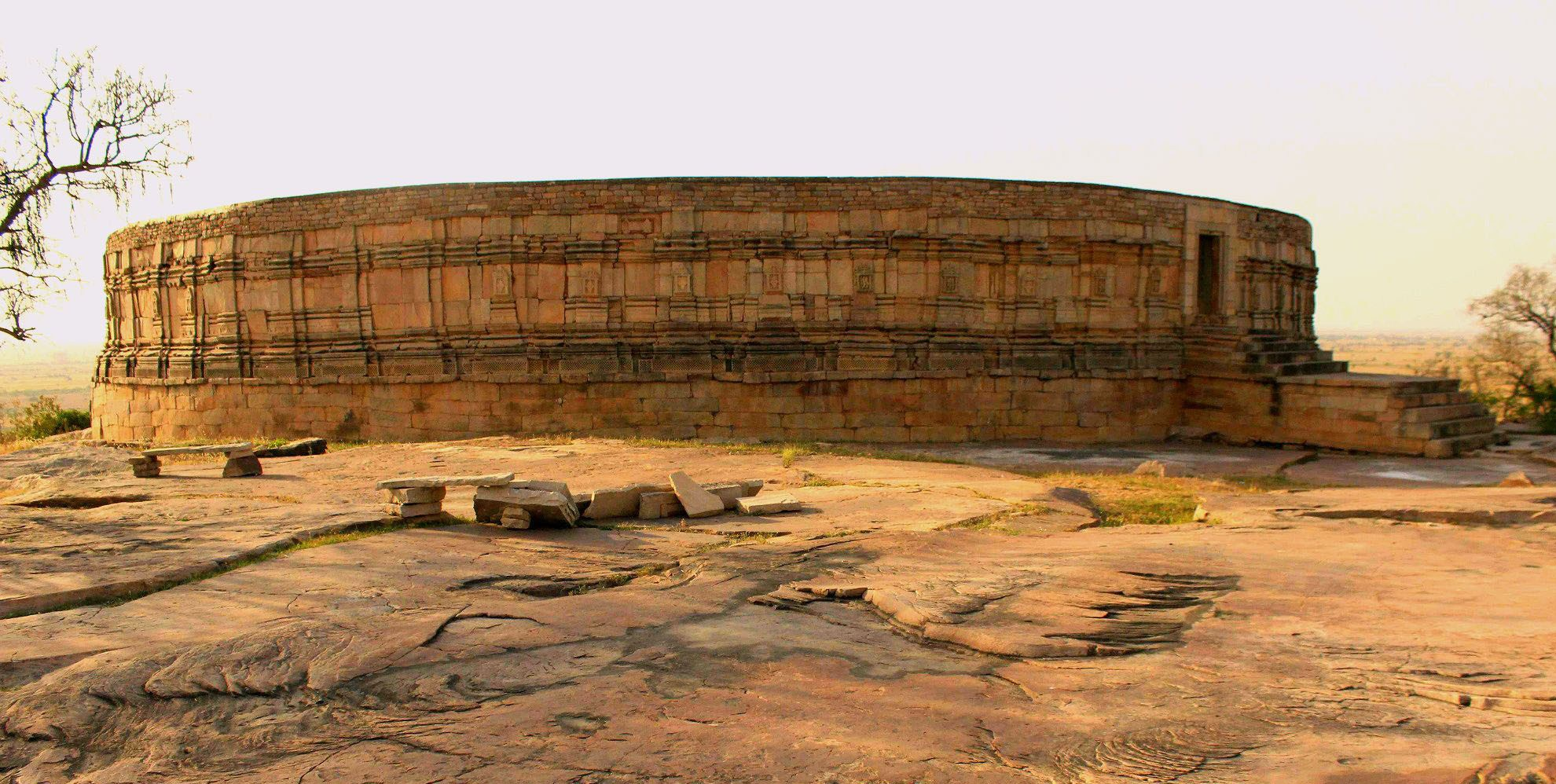
معبد تشوساث يوغيني، ميتافلي، مورينا.

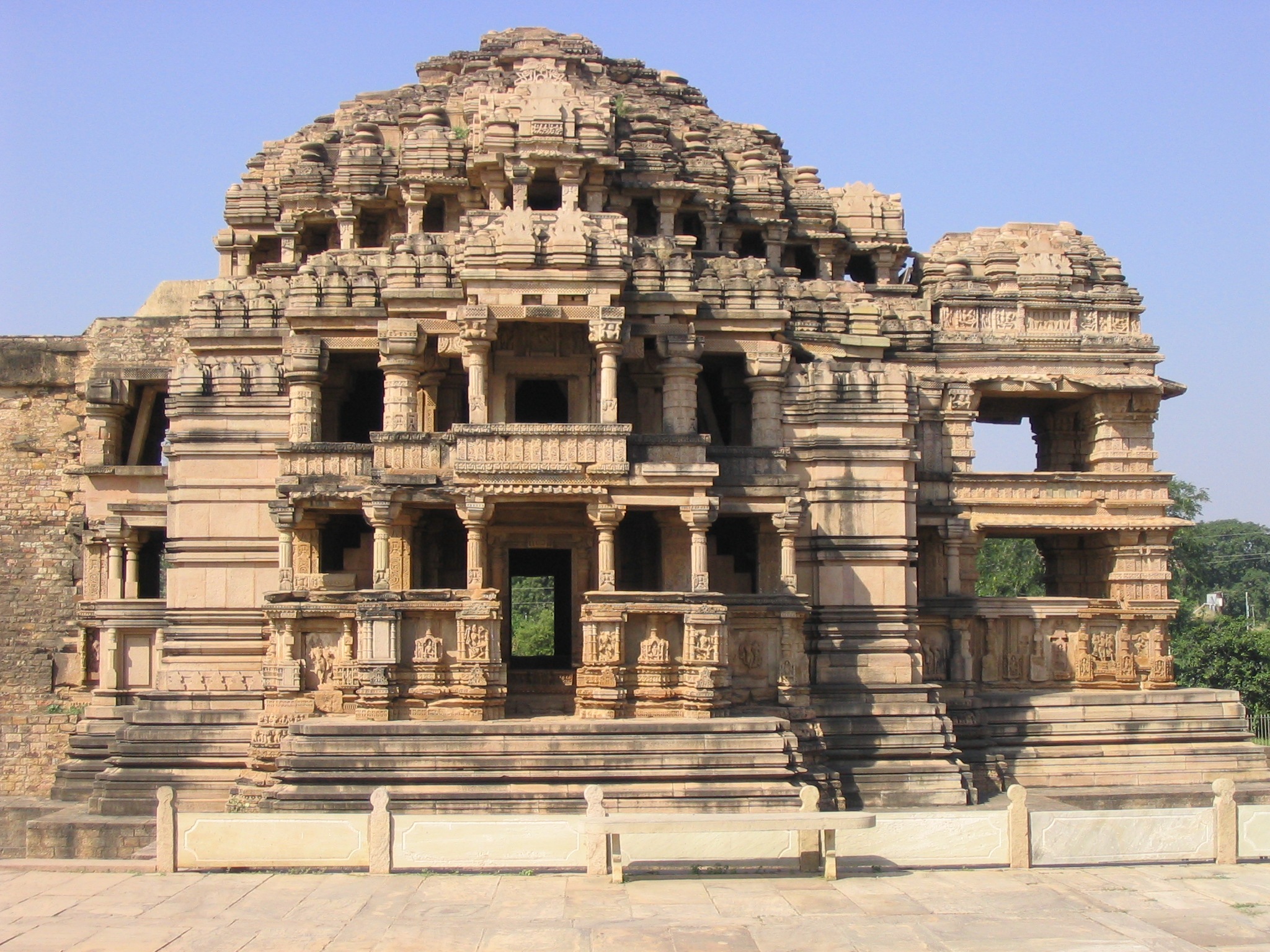
معابد ساهاسرا باهو في قلعة قاليور.

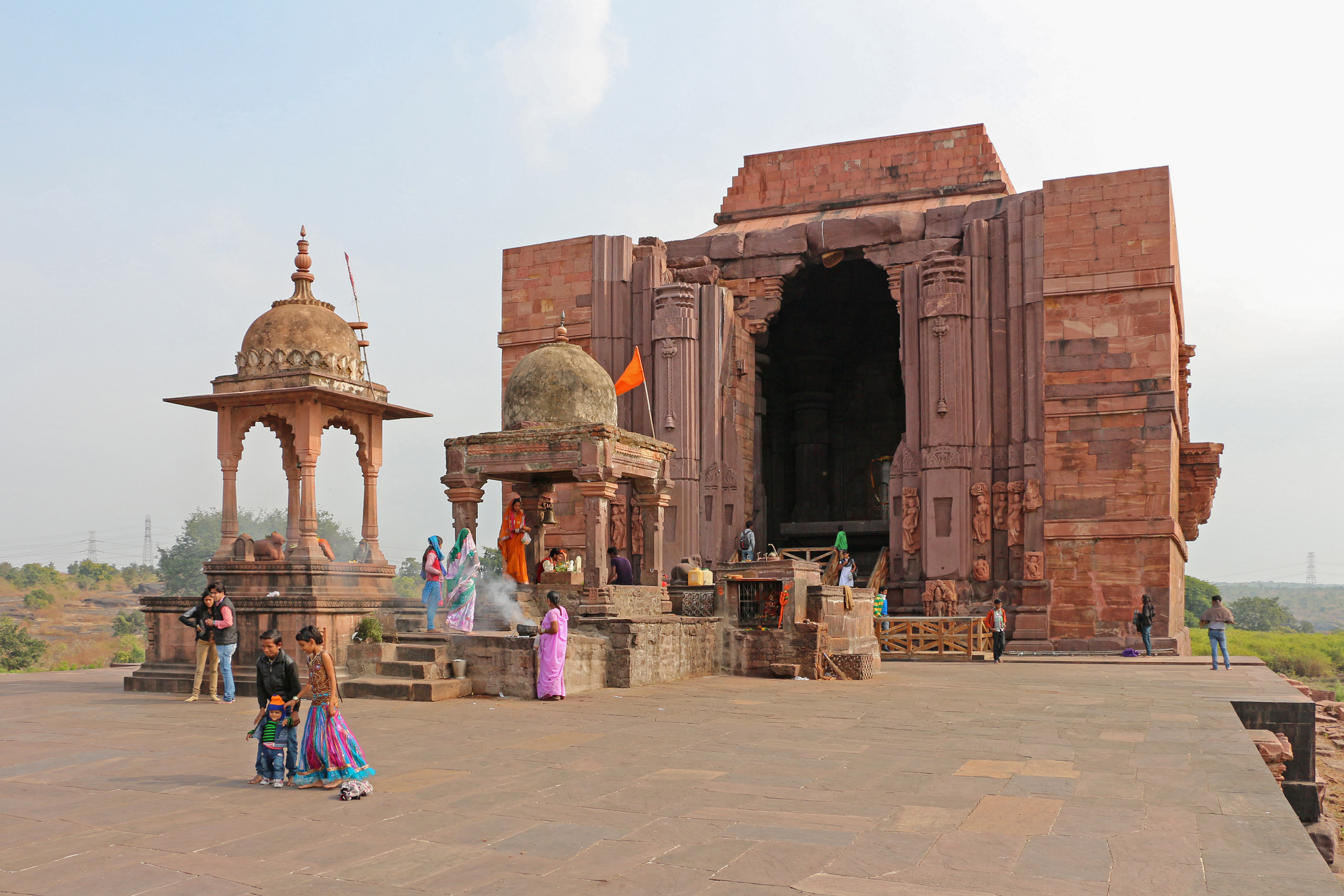
معبد شيفا في بوجبور.

يُستدل من بقايا البشرية في هاتنورا في وادي نرمادة إلى أن ولاية مدية برديش ربما كانت مأهولة بالسكان في عصر البليستوسين الأوسط. عثر على فخار ملون يعود تاريخه إلى العصر الحجري الوسيط في ملاجئ بهيمبيتكا الصخرية. اكتشفت فيها موقع أثرية تعود للعصر النحاسي منها كان جزء من حضارة كاياثا (2100-1800 قبل الميلاد) والأخرى من ثقافة مالوا (1700-1500 قبل الميلاد) في الجزء الغربي من الولاية.
نشأت في الولاية مملكة أفانتي التي اتخذت مدينة أوجاين عاصمة لها في القرن السادس قبل الميلاد، من الممالك الأخرى التي سكنت الولاية المذكورة في الملاحم القديمة ممالك مالافا وكاروشا وداسارنا ونيشادا. غزا تشاندراغبت موريا شمال الهند حوالي عام 320 قبل الميلاد، وأنشأ الإمبراطورية الماورية التي حكمت كل ولاية مدية برديش الحالية. بعد سقوط الإمبراطورية الماورية كانت المنطقة ساحة نزاع بين قبيلة الساكا والإمبراطورية الكوشانية وساتافاهانا والعديد من السلالات المحلية في فترة القرن الأول إلى القرن الثالث الميلادي. ألحق ملك ساتافاهانا غوتاميبوترا ساتاكارني هزيمة ساحقة بحكام ساكا وسيطر على جزء كبير من الولاية وامتد حكمه إلى أجزاء من مالوا وكجرات في القرن الثاني الميلادي.
غزت إمبراطورية جوبتا المنطقة في القرنين الرابع والخامس، يدعم ذلك المعابد المنحوتة في الصخر في كهوف باغ في كوكشي تحصيل بمنطقة ذر ونقش بادواني يعود تاريخه إلى عام 487 م. انقسمت إمبراطورية جوبتا إلى ممالك أصغر بعدما ضعفت بسبب هجمات الهياطلة أو الهون البيض. هزم الملك ياسودهارمان ملك مالوا الهون عام 528 أوقف توسعهم في المنطقة. ثم حكم هارشا (حوالي 590–647) الأجزاء الشمالية من الولاية، وحمكت سلالة راشتراكوتا الهندية الجنوبية مالوا من أواخر القرن الثامن إلى القرن العاشر. وأنشئ أحد أتباع سلالة راشتراكوتا سلالة تابعة في مالوا اسمها سلالة بارامارا.
شهدت فترة العصور الوسطى صعود عشائر راجبوت مثل سلالة بارامارا وشانديلا بوندلخاند وعشائر لوديس. قامت سلالة شانديلا ببناء المعابد الهندوسية الجاينية في خاجوراهو والتي تمثل ذروة عمارة المعابد الهندوسية في وسط الهند. سيطرت سلالة غورجارا براتيهارا أيضًا على شمال وغرب مدية برديش في هذا الوقت. غزت إمبراطورية تشالوكيا الغربية الأجزء الجنوبية من الولاية التي فرضت حكمها على سلالة بارامارا لاحقا. غزت سلطنة دلهي شمال الولاية في القرن الثالث عشر، لكن بعد انهيار السلطنة في نهاية القرن الرابع عشر عادت الممالك الإقليمية المستقلة إلى الظهور مثل مملكة جواليور تومارا وسلطنة مالوا الإسلامية.
احتلت سلطنة الكجرات سلطنة مالوا في عام 1531. حكم شير شاه سوري معظم الولاية في أربعينيات القرن السادس عشر ثم في يد الملك الهندوسي هيمو البقال، الذي بدأ حكمه من قلعة قاليور خلال الفترة من 1553 إلى 1556 وثم أصبح حاكم دلهي فيكراماديتيا وفاز في 22 معركة متواصلة من البنغال إلى الكجرات وهزم قوات جلال الدين أكبر في معركة دلهي في 7 أكتوبر 1556. ثم هزم أكبر هيمو البقال في معركة باني بت الثانية عام 1556 بعدها وقعت معظم ولاية مدية برديش تحت حكم المغول.
ضعفت سلطنة مغول الهند بشكل كبير بعد وفاة السلطان أورنكزيب عالمكير عام 1707. غزا المراثا معظم مدية برديش بين عامي 1720 و1760. تأسست ولاية بوبال الأميرية على يد دوست محمد خان وهو جنرال سابق في جيش المغول. غزا البريطانيون المنطقة بأكملها بعد الحرب الإنجليزية الماراثية الثالثة. أصبحت جميع الدول ذات السيادة في المنطقة ولايات أميرية تابعة مقاطعة الهند الوسطى البريطانية. حدثت تمردات في الأجزاء الشمالية من الولاية بقيادة قادة مثل تاتيا توب وراني أفانتيباي لودهي ضمن ثورة الهند سنة 1857، لكن سحقت القوات البريطانية والأمراء الموالين لهم هذه التمردات. شهدت الولاية عددًا من التمردات والاحتجاجات المناهضة لبريطانيا خلال حركة الاستقلال الهندية.
أنشئت مدية برديش في عام 1950 من المقاطعات البريطانية الوسطى السابقة وبيرار والولايات الأميرية وتشغاتيسغار بعد استقلال الهند وكانت ناغبور عاصمة الولاية.  دمجت ولايات ماديا بهارات وفينديا برديش وبوبال في ولاية مدية برديش في عام 1956، ثم تنازلت الولاية عن المنطقة الجنوبية الناطقة باللغة الماراثية فيداربها التي تشمل ناغبور إلى ولاية بومباي. اختيرت جبلبور لتكون عاصمة الولاية بدلًا من ناغبور لكن أصبحت بوبال عاصمة الولاية لأسباب سياسية. انفصل الجزء الجنوبي الشرقي من الولاية في نوفمبر 2000 ليشكل ولاية تشغاتيسغار الجديدة بموجب قانون إعادة تنظيم مدية برديش.

## الجغرافيا

خريطة لولاية مدية برديش تبين موقعها في الهند

يعني اسم مدية برديش حرفيًا "المقاطعة الوسطى" كونها تقع في وسط الهند بين خطي عرض 21.6 درجة شمالًا و26.30 درجة شمالًا وخط طول 74 درجة 9' شرقًا - 82 درجة 48' شرقًا. تمتد الولاية على نهر نرمادة الذي يمتد بين سلسلتي فيندهيا وساتبورا؛ تعد هذه السلاسل الجبال ونرمادة الحدود التقليدية بين شمال وجنوب الهند. أعلى نقطة في ولاية مدية برديش هي دوبجاره بارتفاع 1350 مترًا (4429 قدمًا).

### المناخ
بالولاية ثلاثة فصول رئيسية هي الصيف وفصل الرياح الموسمية والشتاء. تتزايد درجة الحرارة في فصل الصيف (مارس-يونيو) فوق 34.6 درجة، لكن تسجل مناطق مثل قاليور ومورينا وداتيا درجات حرارة تزيد عن 42 درجة مئوية في مايو. الرطوبة منخفضة جدًا نسبيًا وعادة ما تشهد المنطقة عواصف ترابية خفيفة متكررة. تتبدأ الرياح الموسمية الجنوبية الغربية عادة في منتصف يونيو ويتنهي في سبتمبر وتتهطل فيه أغلبية أمطار الولاية. تتزايد كمية الأمطار التي تهطل في المناطق الجنوبية والجنوبية الشرقية عن تلك في الشمال الغربي، فمثلا تتلقى مناطق غرب مدية برديش أقل من 80 سم من الأمطار. يبدأ فصل الشتاء في نوفمبر وتنخفض درجات الحرارة في الأجزاء الشمالية من الولاية مقارنة بالأجزاء الجنوبية.

### علم البيئة
تبلغ مساحة الغابات المسجلة بالولاية 94,689 كـم2 (36,560 ميل2) وتشكل 30.7% من المساحة الجغرافية للولاية في تعداد 2011. وتشكل غابتها 12.3% من مساحة الغابات في الهند. من الناحية القانونية، تنقسم الولايات فيها إلى غابات محمية (65.3%) وغابات مصنفة (32.8%) وغابات غير مصنفة (0.2%). تبلغ مساحة الغابات للفرد 2400 متر مربع (0.59 فدان) مقابل المتوسط الوطني البالغ 700 متر مربع (0.17 فدان). الغطاء الحرجي في شمال وغرب الولاية أقل كثافة من باقي مساحتها. قام 1.5 مليون متطوع في الولاية بزراعة 66 مليون شجرة في 12 ساعة على طول نهر نرمادة في عام 2019.
يوجد في مدية برديش عشرة متنزهات وطنية هي منتزه باندهافجاره الوطني ومحمية كانها للببور ومنتزه ساتبورا الوطني ومنتزه سانجاي الوطني ومنتزه مادهاف الوطني ومنتزه فان فيهار الوطني ومنتزه ماندلا بلانت أحافير الوطني ومنتزه بانا الوطني ومنتزه بنش الوطني ومنتزه الديناصورات الوطني، دهار.

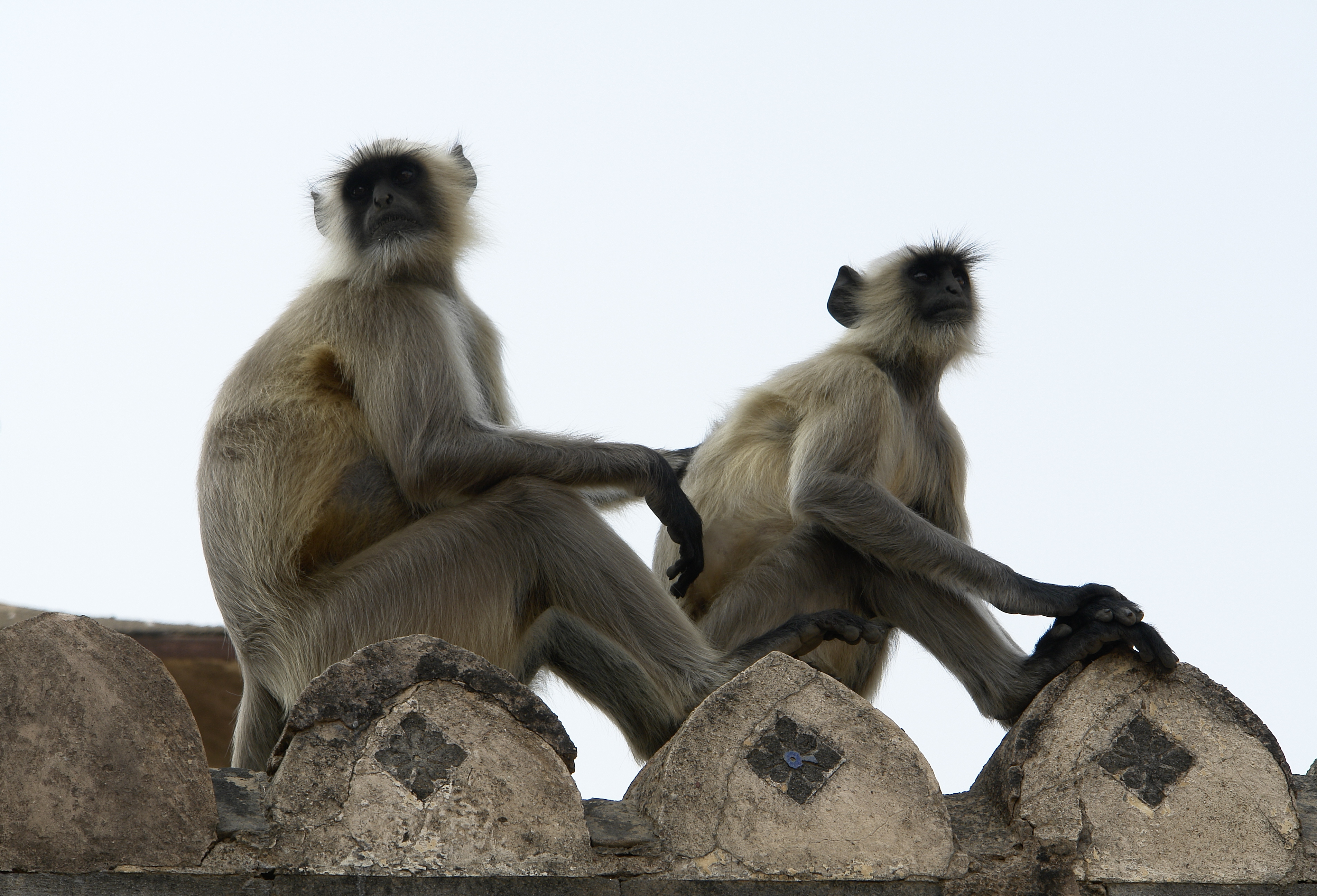
قرد لانجور في أورشها
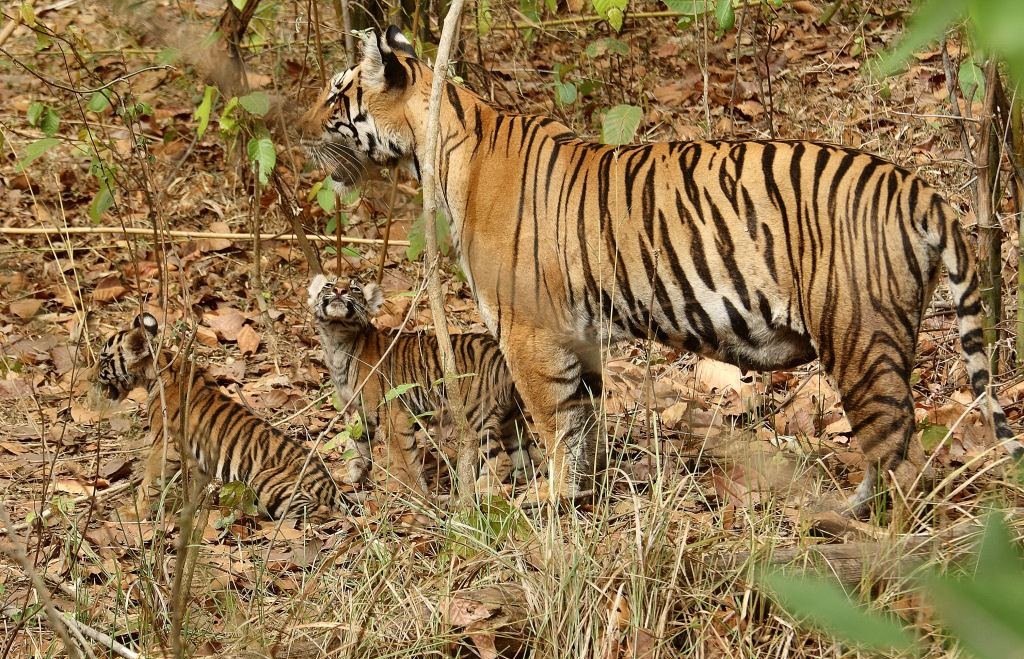
نمرة مع أشبالها في محمية كانها للنمور
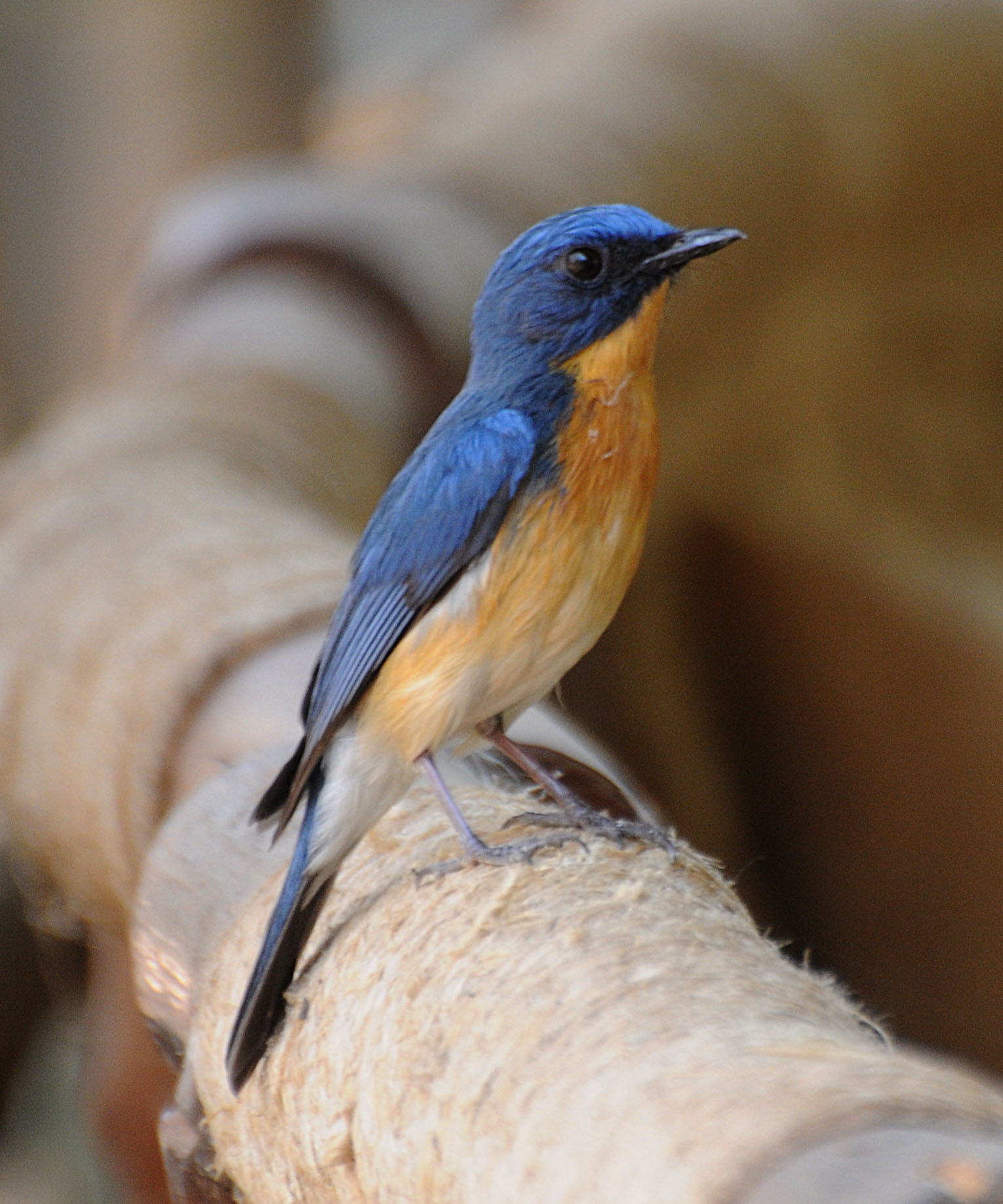
Tickell's blue flycatcherفي منتزه Bandhavgarh الوطني
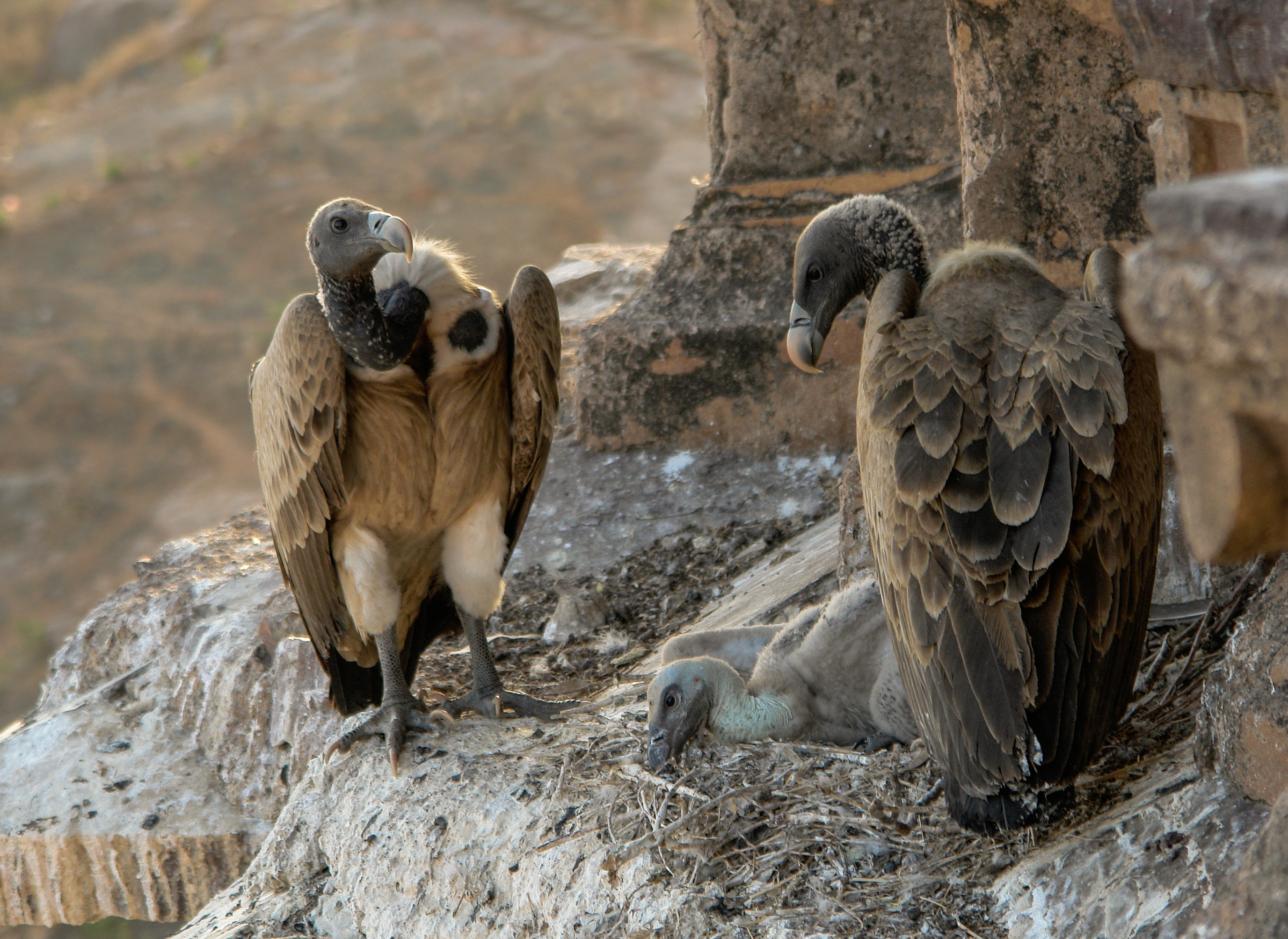
نسور في عش في أورشها
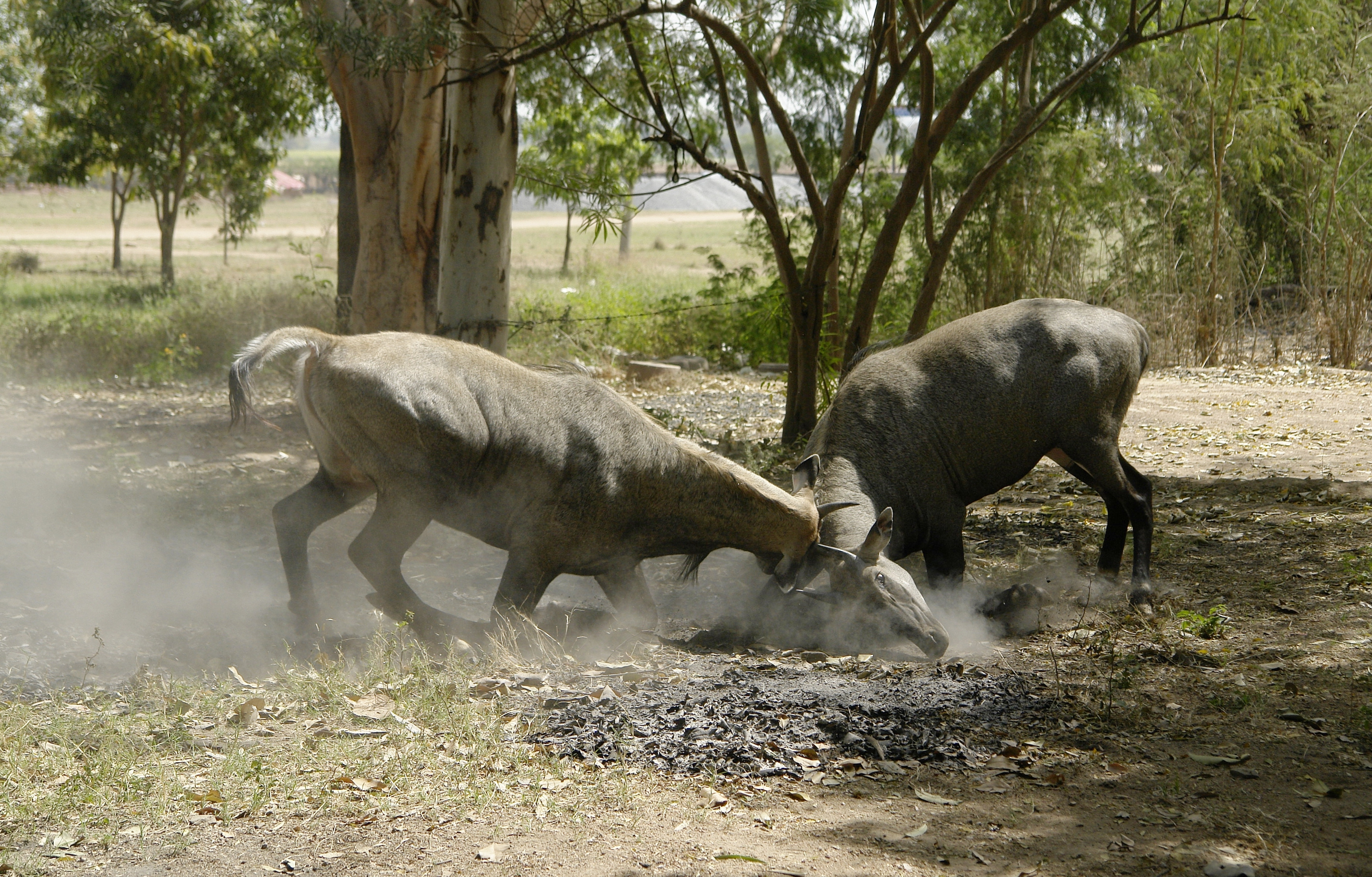
قتال بين ذكور نلجاي في ليكشواري منطقة قاليور

| الاسم         | النوع                                              | الصورة |
| ------------- | -------------------------------------------------- | ------ |
| حيوان الولاية | أيل المستنقع (Rucervus duvaucelii)                 |        |
| طائر الولاية  | خطاف الذباب الفردوسي الهندي (Terpsiphone paradisi) |        |
| شجرة الولاية  | تين بنغالي (ficus bengalensis)                     |        |
| سمكة الولاية  | Mahasheer (Tor tor)                                |        |
| زهرة الولاية  | زنبق أبيض (Lilium candidum)                        |        |

## السكان
بلغ عدد سكان الولاية 72,597,565 نسمة في تعداد 2011. يتكون سكان ولاية مدية برديش من عدد من المجموعات العرقية والقبائل والطوائف، تشكل الطوائف المصنفة 15.6% والقبائل المصنفة 21.1% ( 15.34 مليون). القبائل الرئيسية في مدية برديش هي جوند وبهيل وبايجا وكوركو وبهاديا (أو بهاريا) وحلبا وكاول وماريا ومالتو وصحاريا. يشكل القبليين أغلبية في مقاطعات ماندلا ودهر وديندوري وبرواني وجابوا اليرجيبور وأقلية رئيسة في مقاطعات كارجون وبرهانبور وبيتول وتشهيندوارا وسيوني وانوبور وعماريا وشاههدول وسينجرولي حيث يشكلون ما بين 30-50 % من سكان تلك المنطقة. كانت هناك 46 قبيلة مجدولة معترف بها ثلاث منها صنفت ضمن "مجموعات قبلية بدائية خاصة" في الولاية.
تحتل مدية برديش المرتبة (33) في الهند من حيث مؤشر التنمية البشرية الذي يبلغ فيها 0.606 (2018). نصيب الفرد من الناتج المحلي الإجمالي للولاية (الناتج المحلي الإجمالي الاسمي) هو السادس والعشرون في البلاد (2018–19). تحتل الولاية المرتبة التاسعة في المساواة بين الجنسين والعاشرة في المياه النظيفة والصرف الصحي في مؤشر NITI Aayog SDGs India.

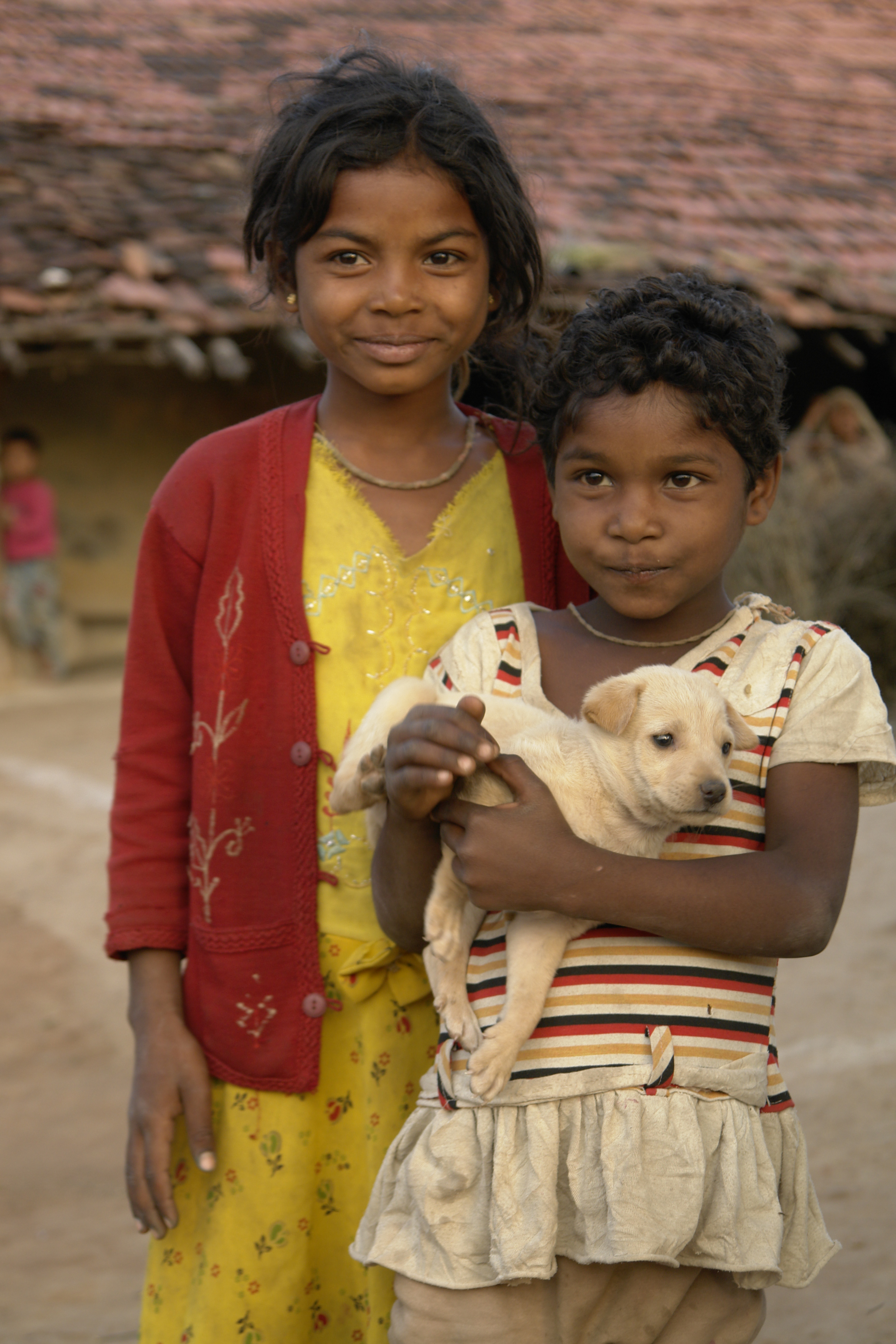
أطفال في منطقة رايسن، قبيلة بهيل
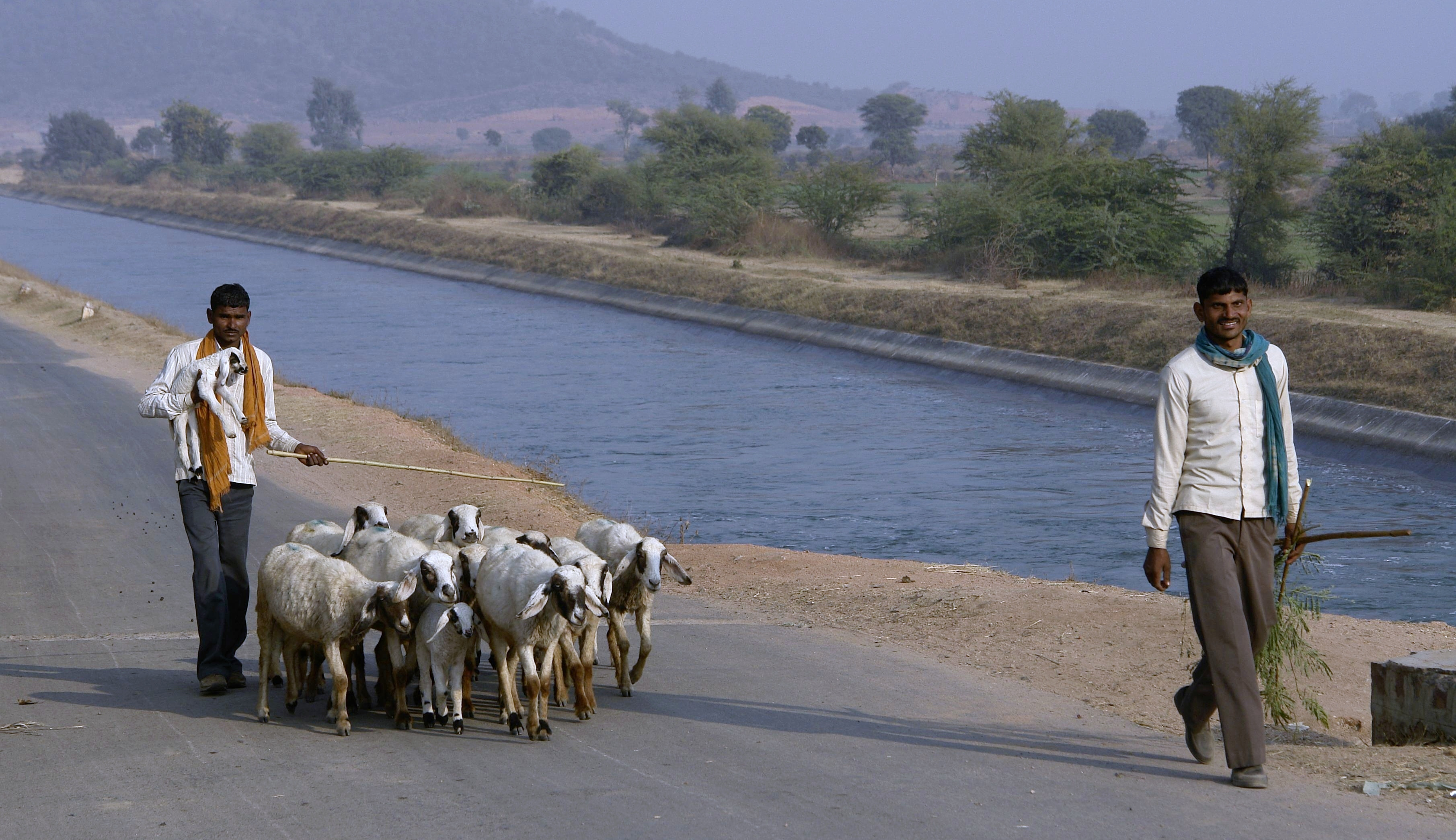
رعاة تشامبال
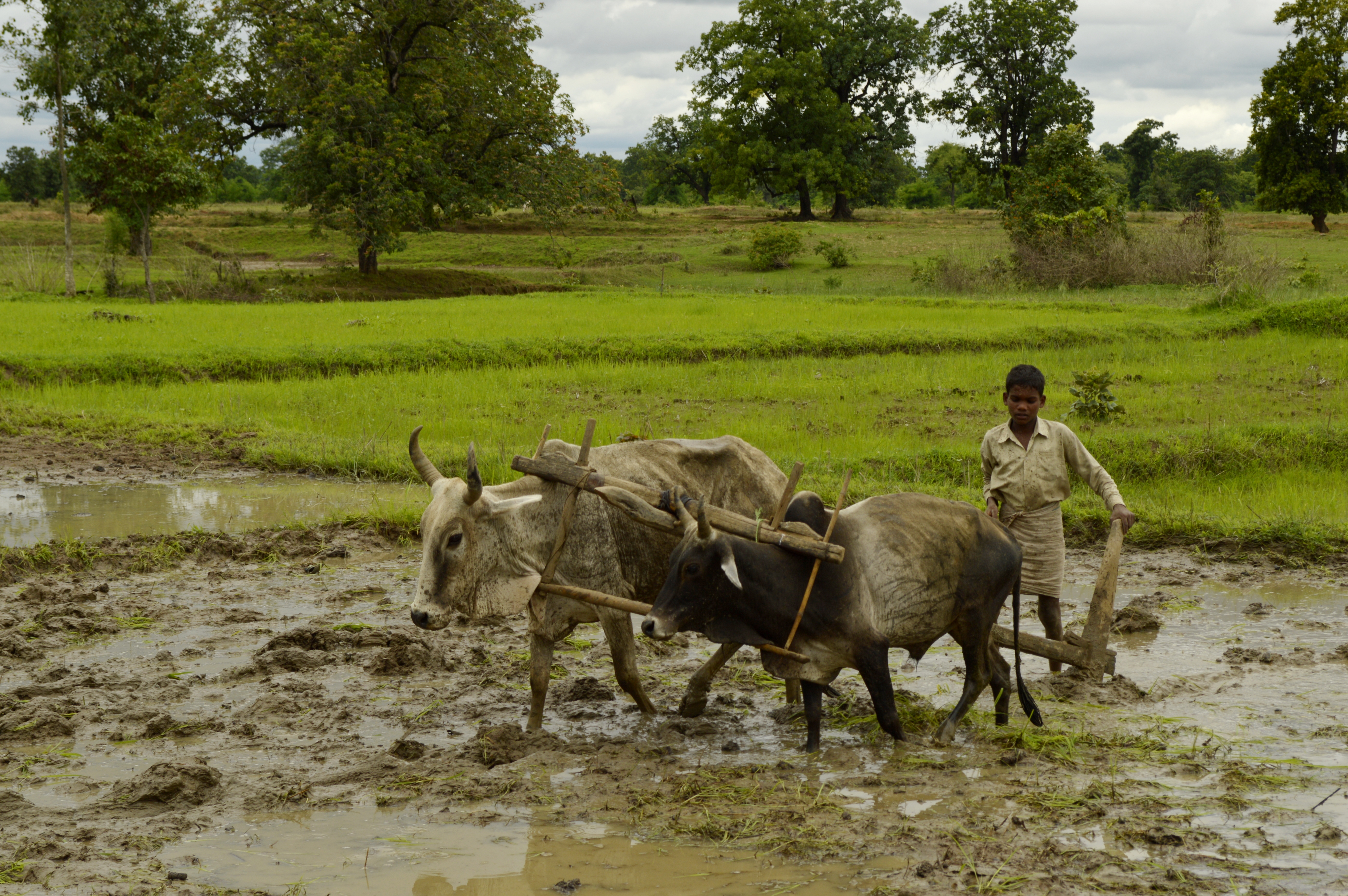
مزارع شاب في منطقة عماريا
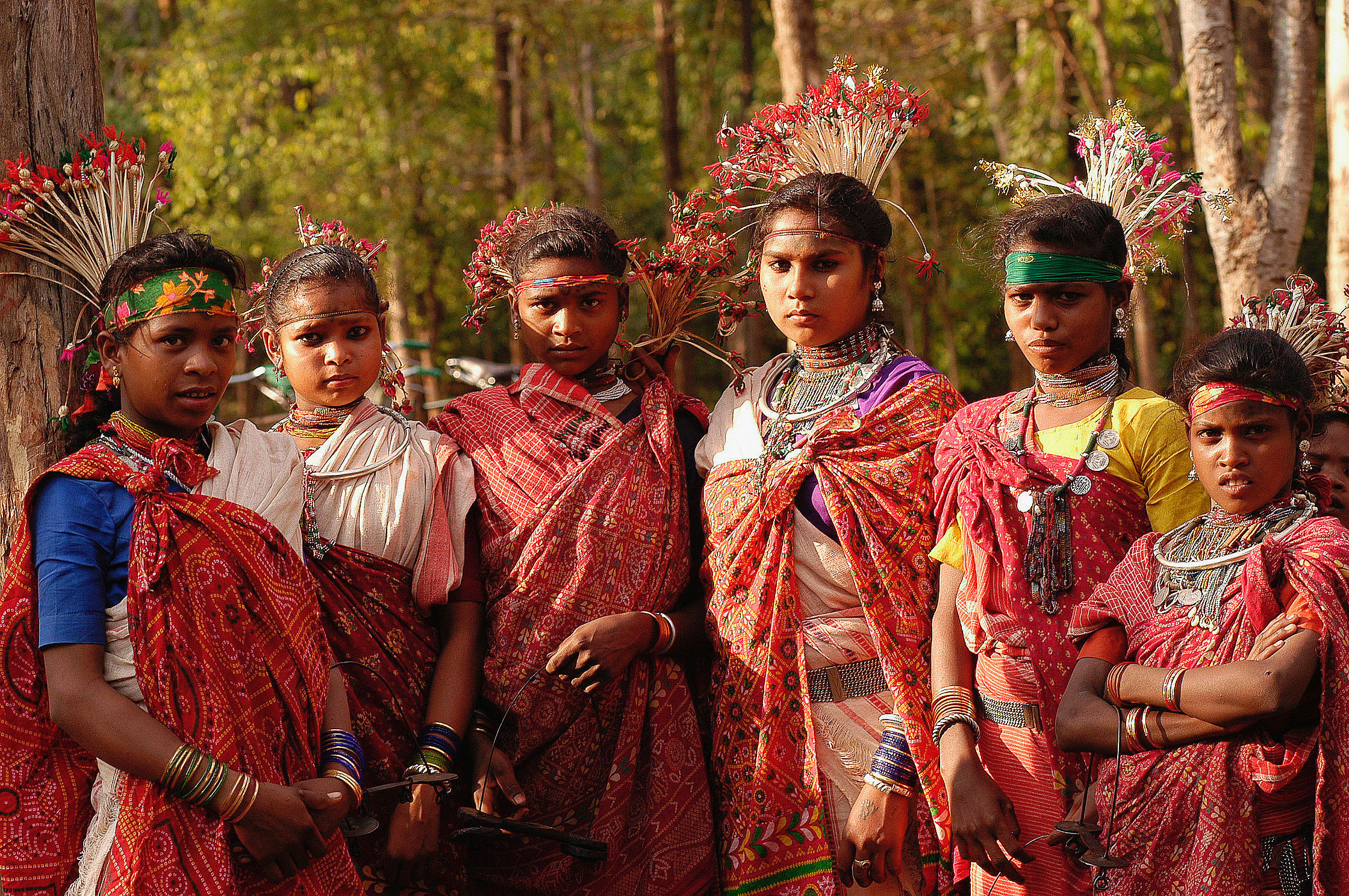
نساء بايغا

### المدن الكبرى
| إندور بوبال | 1  | إندور  | إندور  | 2,167,447 | جبلبور قاليور |
| إندور بوبال | 2  | بوبال  | بوبال  | 1,883,381 | جبلبور قاليور |
| إندور بوبال | 3  | جبلبور | جبلبور | 1,267,564 | جبلبور قاليور |
| إندور بوبال | 4  | قاليور | قاليور | 1,101,981 | جبلبور قاليور |
| إندور بوبال | 5  | أوجاين | أوجاين | 593,368   | جبلبور قاليور |
| إندور بوبال | 6  | ساجار  | ساجار  | 370,296   | جبلبور قاليور |
| إندور بوبال | 7  | ديواس  | ديواس  | 289,438   | جبلبور قاليور |
| إندور بوبال | 8  | ساتنا  | ساتنا  | 283,004   | جبلبور قاليور |
| إندور بوبال | 9  | راتلام | راتلام | 273,892   | جبلبور قاليور |
| إندور بوبال | 10 | ريوا   | ريوا   | 235,422   | جبلبور قاليور |

### اللغات
اللغات بالولاية (2011)
اللغة الرسمية للولاية هي اللغة الهندية التي يتحدث بها أكثر من ثلثي السكان وتستخدم في جميع الأغراض الحكومية. يتحدث المسلمون اللغة الأردية. يتحدث معظم الريفيون بلهجات هندية تُحسب في التعداد السكاني تحسب ضمن اللغة الهندية على أنها متمايزة عن بعضها تمامًا. فيتحدث في الغرب في منطقتي مالوا ونيمار بلغتي مالفي ونيمادي وهما أكثر ارتباطًا بلغات راجاستان. يتحدث في بونديلخاند في الشمال وباغيلخاند في الشرق بلغتي بونديلي وباغيلي وهما لغتين هنديتين. يتحدث أيضا باللغة التشغاتيسغارية في الجنوب الشرقي ولغة بواري في أقصى الجنوب وهما من اللغات الهندية الشرقية. يتعبر المتحدثين بهذه اللغات يغاتهم لهجات هندية ولذلك يذكرون أنهم يتحدثون "اللغة الهندية" في التعداد السكاني.
يوجد في مدية برديش أكبر عدد من الماراثيين خارج ولاية مهاراشترة فتنتشر الماراثية هي اللغة المنتشرة في منطقة برهانبور ولغة أقلية رئيسية في جنوب ماهاكوشال خاصة مناطق بيتول وتشيندوارا وبلاغات. يواجه جميع المتحدثين باللغات القبلية ضغوطًا كبيرة للتحدث باللغات الإقليمية السائدة وترك لغاتهم حيث تسود فكرة أنهم يتحدثون لغات "متخلفة" و"ريفية".
تستخدم صيغة اللغات الثلاث بالولاية هي:
1. اللغة الأولى: إحدى اللغات الرسمية بالهند
2. اللغة الثانية: الهندية أو الأردية أو الإنجليزية
3. اللغة الثالثة: اللغة القبلية واللغة العربية واللغة الفارسية واللغة الفرنسية واللغة الروسية

### الدين
الدين في ولاية مدهيا برديش (2011)
الهندوسية هي الديانة الرئيسة في الولاية فيتبعها 90.9% من السكان وفقًا لتعداد عام 2011 مع وجود أقلية مسلمة (6.6%) وجاينية (0.8%) وبوذية (0.3%) ومسيحية (0.3%) وسيخية (0.2%). كانت الديانتان البوذية والجاينية ذات يوم ديانتين بارزتين في الولاية خاصة في الهضبة الوسطى بالقرب من رايسن وبوبال. يتركز الجاينيون حاليًا بشكل خاص في المراكز الحضرية في منطقة مالوا. وصل الإسلام إلى المنطقة مع ظهور الدول الإسلامية في الهند في القرن الرابع عشر. بالنسبة للأشخاص الذين يتبعون الديانات الأخرى فهم من يتبعون ديانات الأديفاسي.

## الاقتصاد
بلغ الناتج المحلي الإجمالي الاسمي لولاية مدية برديش 4,509 مليار روبية (حوالي 72,726,000,000 دولار أمريكي) للعام المالي 2013-2014. بلغ نصيب الفرد 871.45 دولارًا أمريكيًا في العام 2013-2014 وهو سادس أدنى معدل في البلاد. بلغ معدل النمو السنوي للولاية 3.5% بين عامي 1999 و2008 وهو معدل منخفض جدًا مقارنة بالولايات الأخرى. بعد ذلك تحسن معدل نمو الناتج المحلي الإجمالي للولاية حيث ارتفع إلى 8% خلال الفترة 2010-2011 و12% خلال الفترة 2011-2012. الولاية ذات اقتصاد زراعي. المحاصيل الرئيسة فيها هي القمح وفول الصويا وقصب السكر والأرز والذرة والقطن وبذور اللفت والخردل والأرهار.

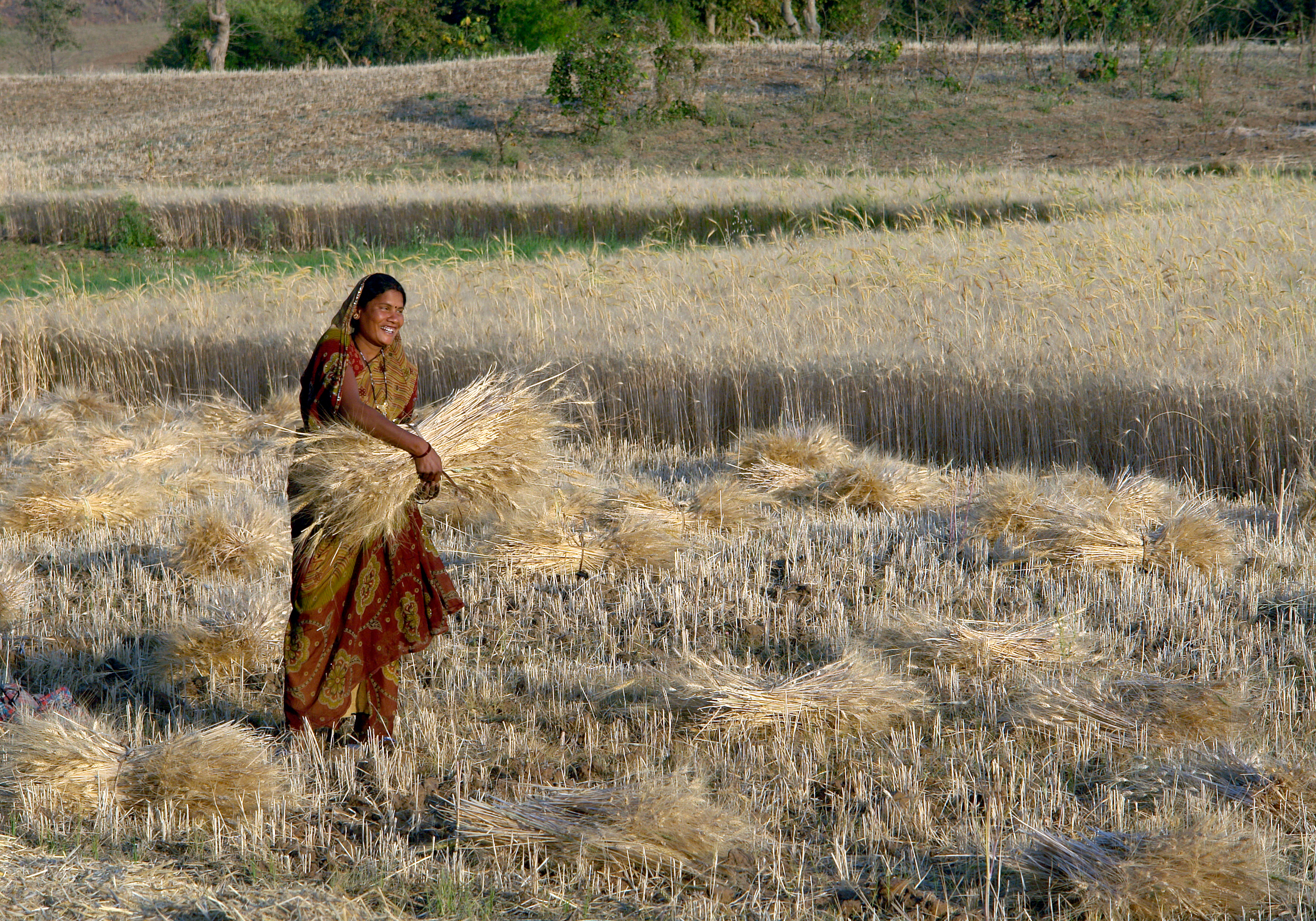
امرأة تحصد القمح في منطقة رايسن

يوجد في مدية برديش 5 مناطق اقتصادية خاصة 3 هي مناطق تكنولوجيا المعلومات (إندور وجبلبور) ومنطقة اقتصادية معدنية (قاليور) وواحدة زراعية (قاليور). وُافق في أكتوبر 2011 على إنشاء 14 منطقة اقتصادية خاصة منها 10 مناطق. إندور هي المركز التجاري الرئيسي للولاية. أُنشئت عدد من شركات السلع الاستهلاكية في الولاية بسبب توسطها للبلاد. تمتلك الولاية أكبر احتياطيات من الألماس والنحاس في الهند، وتوجد بها احتياطيات كبيرة من الفحم والمنغنيز والدولوميت.

## الحكومة
بالولاية مجلس تشريعي مكون من 230 مقعد. أيضًا يخرج من الولاية 29 مقعد في مجلس النواب (لوك سابها) و11 مقعد في مجلس الشيوخ (راجيا سابها). يعين رئيس الهند رئيس الولاية، تقع السلطات التنفيذية على عاتق رئيس الوزراء زعيم أكبر حزب في المجلس التشريعي للولاية. الحاكم الحالي هو مانجوبهاي سي باتيل ورئيس الوزراء الحالي هو موهان ياداف من حزب بهاراتيا جاناتا.

### التقسيم الإداري
تنقسم ولاية مدية برديش إلى 10 أقسام (بوبال وشامبال وقاليور وإندور وجبلبور ونارمادابورام وريوا وساجار وشهدول ويوجاين) تنقسم إلى 55 منطقة، و376 تحصيلًا، و313 بانشايات و23043 جرامًا بانشايات. تنقسم البلديات في الولاية إلى 18 ناجار نيغام و100 ناجار باليكاس و264 ناجار بانشايات.
| ترتيب | شركة البلدية                     | المدينة    | المنطقة          | المساحة (كم2) | السكان (2011) | عدد التقسيمات الفرعية | الانتخابات الأخيرة | الحزب الحاكم          | الموقع الإلكتروني |
| ----- | -------------------------------- | ---------- | ---------------- | ------------- | ------------- | --------------------- | ------------------ | --------------------- | ----------------- |
| 1     | Bhopal Municipal Corporation     | بوبال      | منطقة بوبال      | 463           | 1,886,100     | 85                    | 2022               | حزب بهاراتيا جاناتا   | [ 48 ]            |
| 2     | برهان بور                        | برهان بور  | منطقة برهانبور   | 181.06        | 300,892       |                       | 2022               | حزب بهاراتيا جاناتا   |                   |
| 3     | Chhindwara Municipal Corporation | Chhindwara | منطقة تشهيندوارا | 110           | 234,784       | 48                    | 2022               | المؤتمر الوطني الهندي | [ 49 ]            |
| 4     | Dewas Municipal Corporation      | ديواس ‏     | منطقة دواس       | 50            | 289,438       |                       | 2022               | حزب بهاراتيا جاناتا   | [ 51 ]            |
| 5     | Gwalior Municipal Corporation    | قاليور     | منطقة جواليور    | 289           | 1,117,740     | 66                    | 2022               | المؤتمر الوطني الهندي |                   |
| 6     | Indore Municipal Corporation     | إندور      | منطقة اندور      | 530           | 2,167,447     | 85                    | 2022               | حزب بهاراتيا جاناتا   | [ 52 ]            |
| 7     | Jabalpur Municipal Corporation   | جبلبور     | منطقة جبلبور     | 263           | 1,268,848     |                       | 2022               | المؤتمر الوطني الهندي |                   |
| 8     | Katni Municipal Corporation      | كانتي      | منطقة كاتني      |               | 221,875       |                       | 2022               | مستقل                 | [ 53 ]            |
| 9     | Khandwa Municipal Corporation    | خاندوا ‏    | شرق نيمار        |               | 259,436       |                       | 2022               | حزب بهاراتيا جاناتا   | [ 54 ]            |
| 10    | Morena Municipal Corporation     | Morena     | منطقة مورينا     | 80            | 218,768       |                       | 2022               | المؤتمر الوطني الهندي |                   |
| 11    | Ratlam Municipal Corporation     | راتلام     | منطقة راتلام     | 39            | 273,892       | 49                    | 2022               | حزب بهاراتيا جاناتا   | [ 55 ]            |
| 12    | Rewa Municipal Corporation       | ريوا ‏      | منطقة ريوا       | 69            | 235,422       | 45                    | 2022               | المؤتمر الوطني الهندي | [ 56 ]            |
| 13    | Sagar Municipal Corporation      | ساغار ‏     | منطقة ساجار      | 49.76         | 370,296       |                       | 2022               | حزب بهاراتيا جاناتا   |                   |
| 14    | Satna Municipal Corporation      | Satna      | منطقة ساتنا      | 71            | 283,004       |                       | 2022               | حزب بهاراتيا جاناتا   |                   |
| 15    | Singrauli Municipal Corporation  | سينجرولي ‏  | منطقة سينجرولي   |               | 225,676       |                       | 2022               | AAP                   |                   |
| 16    | Ujjain Municipal Corporation     | أوجاين     | منطقة أوجاين     | 151.83        | 515,215       | 54                    | 2022               | حزب بهاراتيا جاناتا   | [ 57 ]            |

## البنية التحتية

### الطاقة
| النوع               | القدرة (ميغاواط) |
| ------------------- | ---------------- |
| الطاقة الحرارية     | 16٬387٫09        |
| الطاقة المتجددة     | 7٬098٫37         |
| الكاقة الهيدروليكية | 3٬223٫66         |
| الطاقة النووية      | 273٫0            |

تمتلك الولاية قدرة توليد طاقة مركبة تبلغ 27108.55 ميجاوات اعتبارًا من 31 مارس 2024. 97% من الأسر بالولاية لديهم إمكانية الوصول إلى الكهرباء. يوجد في الولاية مشروع Rewa Ultra Mega Solar للطاقة الشمسية والمقام على مساحة 1,590 فدان (6.4 كم2) في منطقة جوره تيسيل في منطقة ريوا في مدية برديش. بقدرة 750 ميجاوات.

### النقل
| نوع الطريق            | الطول (كم) |
| --------------------- | ---------- |
| الطرق السريعة الوطنية | 8٬772      |
| طرق الولاية السريعة   | 11٬000     |
| طرق المناطق الإدارية  | 19٬241     |

يبلغ طول شبكة الطرق في الولاية 99,043-كيلومتر-long (61,542 ميل) وبها 20 طريق سريع وطني. تبلغ طول شبكة السكك الحديدية 4,948-كيلومتر-long (3,075 ميل) مع الولاية وجبلبور هي المقر رئيسي لمنطقة السكك الحديدية المركزية الغربية للسكك الحديدية، تغطي السكك الحديدية المركزية والسكك الحديدية الغربية أيضًا أجزاء من الولاية. تعتبر مدن بوبال وإندور وقاليور وجبلبور مراكز رئيسة لخدمات الحافلات بين الولايات، تسير أكثر من 2000 حافلة يوميًا من هذه المدن الأربع. تتكون أنظمة النقل داخل المدن في الغالب من الحافلات والسيارات الخاصة وسيارات الأجرة. بسبب أن الولاية غير ساحلية فتعتمد على الموانئ في الولايات الأخرى فترتبط الولاية جيدا بالموانئ الرئيسية مثل ميناء كاندلا وميناء جواهر لال نهرو في الولاية.

### أخرى
تحسنت البنية التحتية الحضرية بشكل كبير في العقد الماضي. فوافقت الحكومة على 22 مشروعًا تبلغ تكلفتها أكثر من 500 مليون دولار في إطار مهمة جواهر لال نهرو الوطنية للتجديد الحضري لتطوير بوبال وإندور وجبلبور وأوجاين. يوجد بالولاية 55 مستشفى للمناطق و333 مركز صحي مجتمعي و1155 مركز للرعاية الصحية الأولية و8860 مركز فرعي.
اختيرت سبعة مدن في الولاية هي بوبال وإندور وقاليور وجبلبور وساتنا وأوجاين وساجار في مشروع المدن الذكية.

## التعليم
بلغ معدل معرفة القراءة والكتابة في ولاية مدية برديش 69.32% وفقًا لتعداد 2011. كان في الولاية 105,592 مدرسة ابتدائية و6,352 مدرسة ثانوية و5,161 مدرسة ثانوية عليا في عام 2010. يوجد في الولاية 208 كليات للهندسة والهندسة المعمارية و208 معاهد للإدارة و12 كلية طبية.

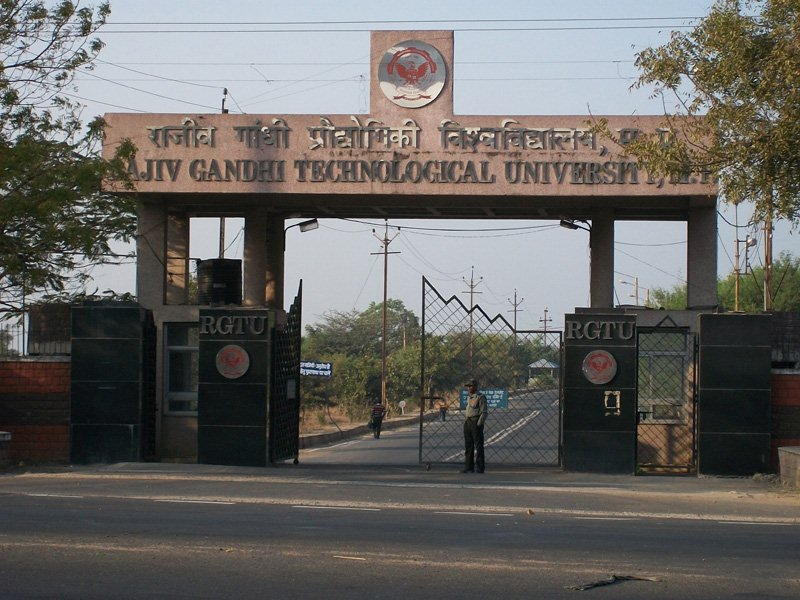
البوابة الرئيسة لجامعة راجيف غاندي التقنية
صورة جوية لجامعة IIM أندور
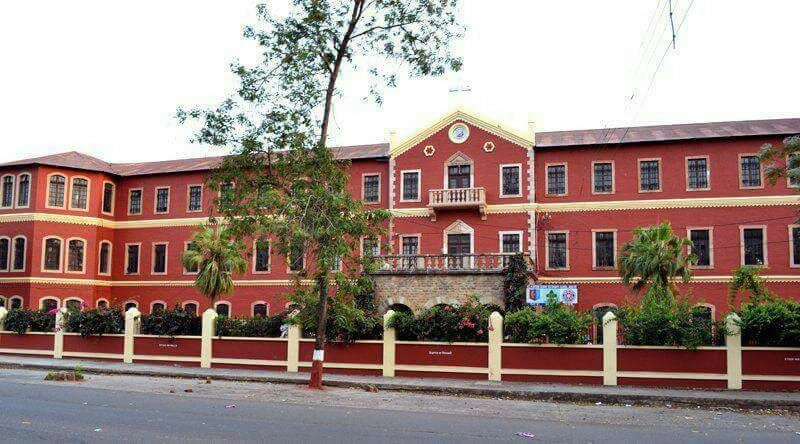
مدرسة سانت الويسيوس الثانوية العليا، جبلبور، تأسست عام 1868 وهي من أقدم المدارس في الهند

## الثقافة
تشتهر ولاية مدية برديش بموسيقاها الكلاسيكية والشعبية مثل موسيقى كلاسيكية هندوستانية والتي تشمل موسيقى مايهار جارانا وجواليور جارانا وسينيا جارانا. وُلد اثنان من أشهر مطربي الهند في العصور الوسطى هما تانسن وبايجو باورا بالقرب من قاليور في ولاية مدية برديش الحالية. وُلد أيضًا أمين الدين داغار (إندور) والأخوة جونديشا (أوجاين) وعدي بهاوالكار (أوجاين) بالولاية وهم من أشهر المطربين. ومن الموسيقى الشعبية بها هي فاجا وبهارتاهاري وسانجا جيت وبهوبا وكالبيليا وبهات وبهاند وفاسديفا وفيديسيا وكالجي تورا ونيرغونيا وألها وباندواني جايان وغاربا غاربي جوفالان.
الرقصات الشعبية الرئيسية في الولاية هي رقصات راي وكارما وسايلا وماتكي وجانجور وبادهاي وباريدي ونوراتا وأهيري وبهاجوريا.

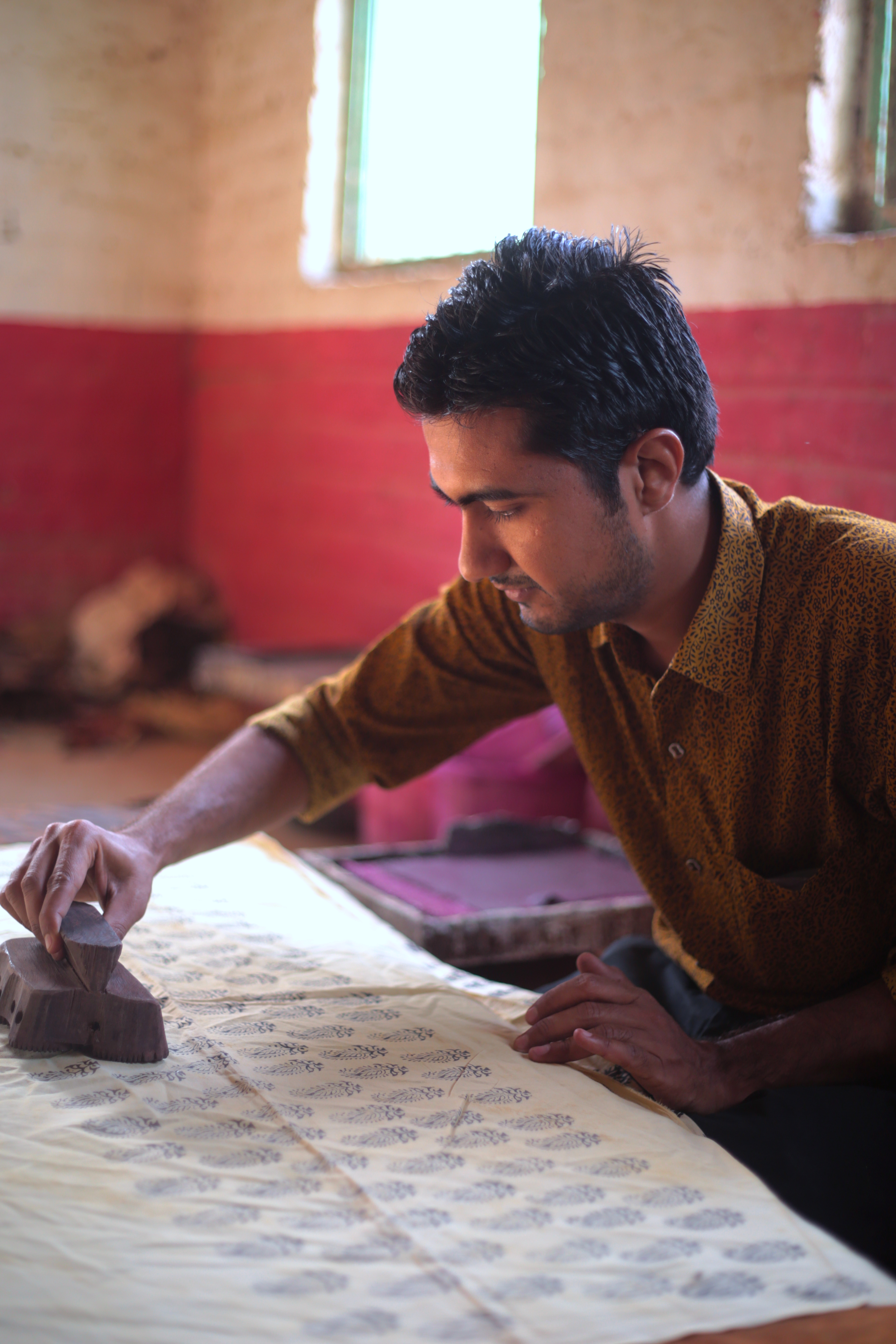
طريقة رسم باخ التقليدية.
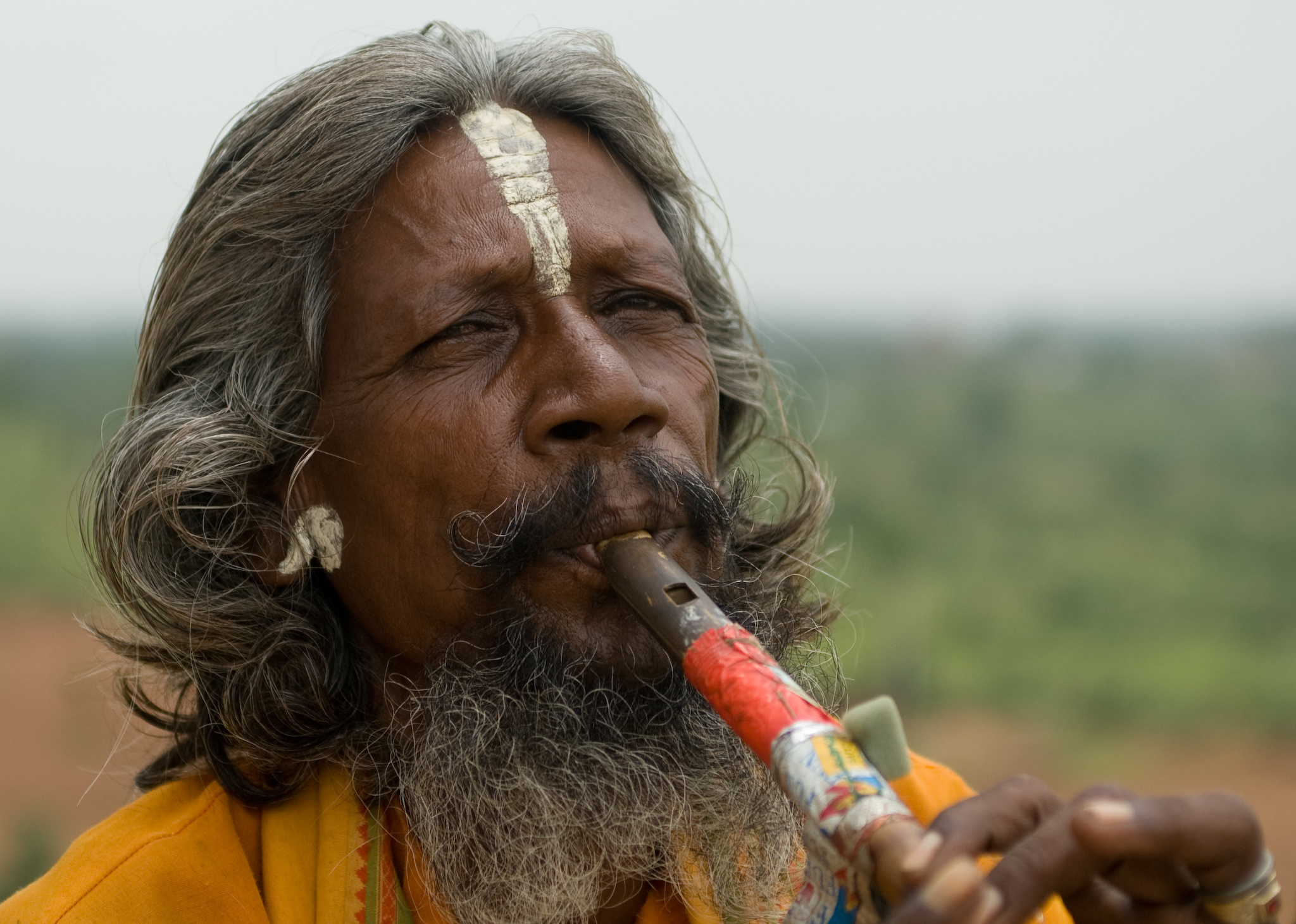
رجل يعزف الناي قي أورتشها، وعلى جبهته علامة التيلاك ويرتدي ملابس زعفرانية والتي يقدسها الهندوس.
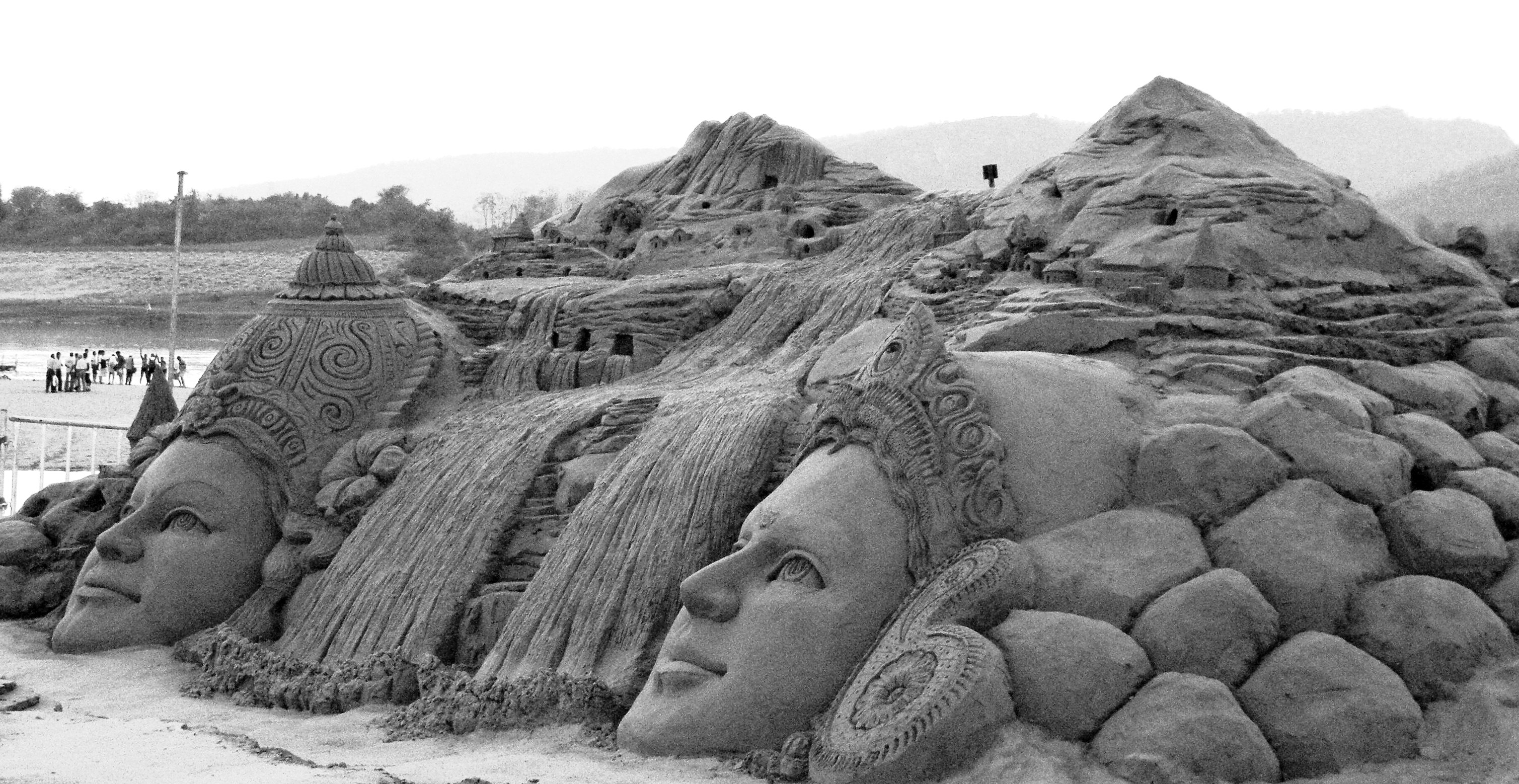
منحوتات رملية لSudarshan Pattnaik بالقرب من نارمادابورام

## الرياضة

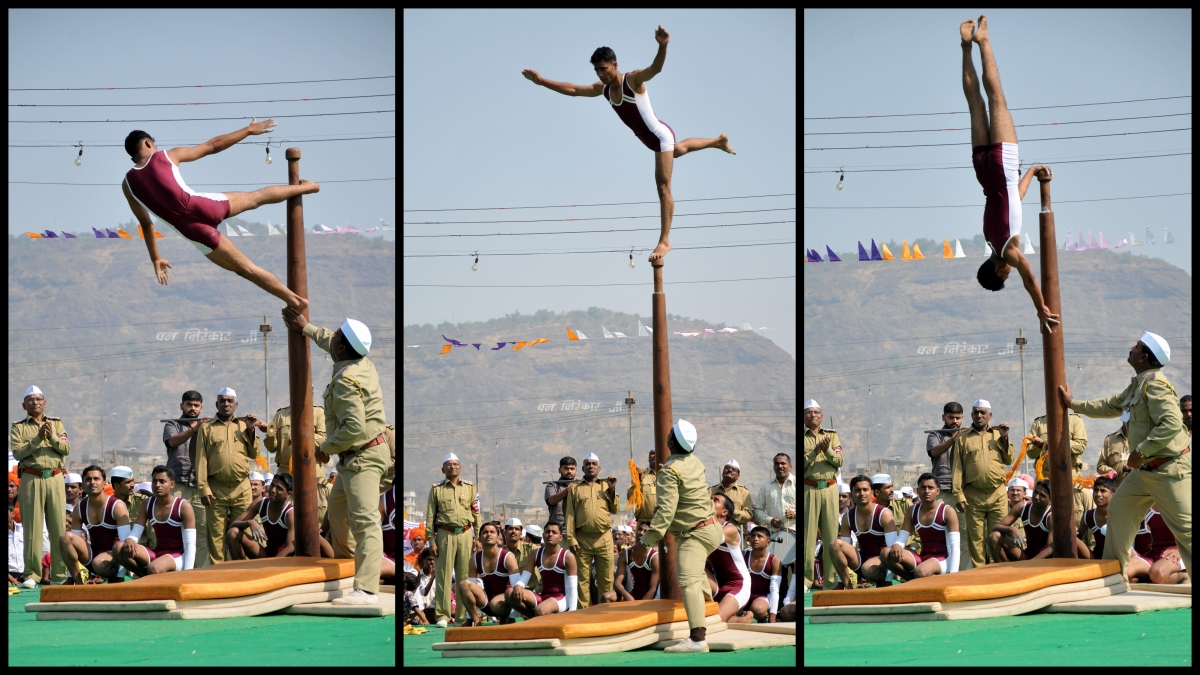
رياضة مالاخامبا

أعلنت حكومة الولاية في عام 2013 أن رياضة مالاخامبا هي رياضة الدولة. هناك ثلاثة ملاعب دولية للكريكيت في الولاية - ملعب نهرو (إندور) وملعب روب سينغ (جواليور) واستاد هولكار للكريكيت (إندور). فاز فريق هولكار للكريكيت ومقره إندور بكأس رانجي أربع مرات. أفضل أداء لفريق مدية برديش للكريكيت في كأس رانجي كان في عام 2022 بقيادة المدرب تشاندراكانت بانديت عندما هزم فريق مومباي للكريكيت الفائز بالكأس 41 على ملعب إم تشيناسوامي.

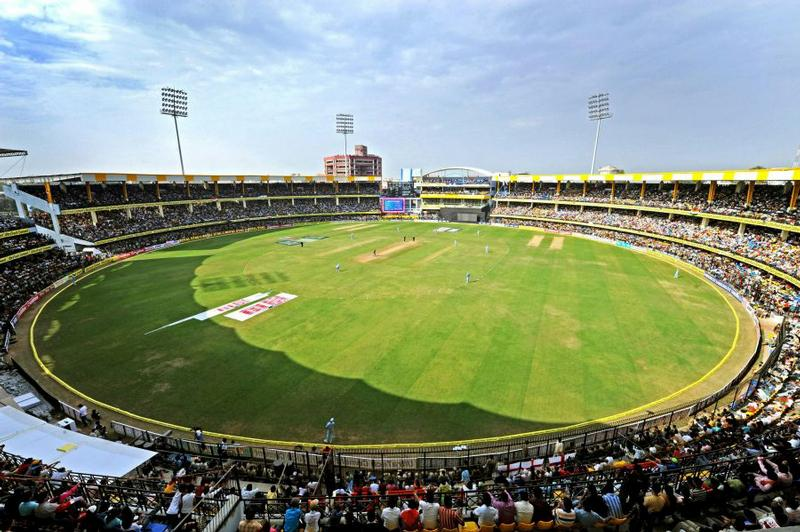
Holkar Stadium في إندور.

اللاعبة مادو ياداف من الولاية من جلبور حاصلة على جائزة أرجونا وهي الكابتن السابق لمنتخب الهند لهوكي الحقل للسيدات الذي حاز على الميدالية الذهبية في دورة الألعاب الآسيوية عام 1982.

## للاستزادة
- Gyanendra Singh. Farm Mechanization in Madhya Pradesh. Bhopal: Central Institute of Agricultural Engineering, 2000.
- Madhya Pradesh (India). The Madhya Pradesh Human Development Report 2002: Using the Power of Democracy for Development. [Bhopal: Govt. of Madhya Pradesh, 2002].
- Guru Radha Kishan Swatantrata Sangraam Senani from Madhya Pradesh: Archives Nehru Memorial Museum and Library, New Delhi.
- Rag, Pankaj. Vintage, Madhya Pradesh: A Collection of Old Photographs. Bhopal: Madhya Pradesh Madhyam jointly with the Directorate of Archaeology, Archives, and Museums, 2005. (ردمك 81-902702-7-3)
- Parmar, Shyam. Folk Tales of Madhya Pradesh. Folk tales of India series, 12". New Delhi: Sterling Publishers, 1973.
- Rag, Pankaj, and O. P. Misra. Masterpieces of Madhya Pradesh. Bhopal: Directorate of Archaeology, Archives & Museums, Government of Madhya Pradesh, 2005.
- Sampath, M. D., H. V. Trivedi, and Mandan Trivedi. Epigraphs of Madhya Pradesh. New Delhi: Archaeological Survey of India, 2001.
- Sati, Vishwambhar Prasad. Madhya Pradesh, a Geo-Economic Appraisal. Delhi: Abhijeet, 2004. (ردمك 81-88683-43-4)
- Shah, Shampa, and Aashi Manohar. Tribal Arts and Crafts of Madhya Pradesh. Living traditions of India. Ahmedabad: Mapin Pub./in Association with Vanya Prakashan, Bhopal, 1996. (ردمك 0-944142-71-0)

## روابط خارجية
الحكومة
- الموقع الرسمي

المعلومات العامة
- مدية برديش - GovPubs, جامعة كولورادو بولدر
- Madhya Pradesh على موسوعة بريتانيكا
- مدية برديش على مشروع الدليل المفتوح
- أطلس ويكيميديا حول Madhya Pradesh
- معلومات جغرافية متعلقة بمدية برديش على خريطة الشارع المفتوح